# Liste der Naturdenkmale in Nerenstetten
| Naturdenkmale | Anzahl |
| ------------- | ------ |
| FND           | 1      |
| END           | 4      |
| Gesamt        | 5      |

Die Liste der Naturdenkmale in Nerenstetten nennt die verordneten Naturdenkmale (ND) der im baden-württembergischen Alb-Donau-Kreis liegenden Gemeinde Nerenstetten. In Nerenstetten gibt es insgesamt fünf als Naturdenkmal geschützte Objekte, davon ein flächenhaftes Naturdenkmal (FND) und vier Einzelgebilde-Naturdenkmale (END).
Stand: 1. November 2016.

## Flächenhafte Naturdenkmale (FND)
| Name                     | Bild | Kennung     | Einzelheiten | Position | Fläche Hektar | Datum         |
| ------------------------ | ---- | ----------- | ------------ | -------- | ------------- | ------------- |
| Hüle und Erdfälle        | BW   | 84250850002 | Nerenstetten | ⊙        | 1,7           | 31. Okt. 1994 |
| Legende für Naturdenkmal |      |             |              |          |               |               |

## Einzelgebilde (END)
| Name                     | Bild | Kennung     | Einzelheiten | Position | Fläche Hektar | Datum         |
| ------------------------ | ---- | ----------- | ------------ | -------- | ------------- | ------------- |
| Lindengruppe (4 Linden)  | BW   | 84250850003 | Nerenstetten | ⊙        | 0,0           | 31. Okt. 1994 |
| 1 Linde                  |      | 84250850001 | Nerenstetten | ???      | 0,0           | 31. Okt. 1994 |
| 1 Linde                  | BW   | 84250850004 | Nerenstetten | ⊙        | 0,0           | 31. Okt. 1994 |
| 1 Linde                  | BW   | 84250850005 | Nerenstetten | ⊙        | 0,0           | 31. Okt. 1994 |
| Legende für Naturdenkmal |      |             |              |          |               |               |